# 华山绿地
华山绿地是中華人民共和國上海市长宁区的公共绿地，主入口位于华山路1500号，国家投资2.5亿后于2001年底建成，面积39000平方米，绿化面积达百分之80，内有健身点、篮球场、儿童乐园、公共厕所、阅览室。2019年3月到6月进行过改造，新增小木桥、一个鸟笼架、6.5米高杆庭院灯6套、植被，改造后于6月12日开放。